# Mohombi
Mohombi Nzasi Moupondo (Kananga, 17 oktober 1986) is een Zweeds-Congolees zanger. Hij volgde een opleiding aan de cabaretschool F.U.S.I.A. in Stockholm. Mohombi was in het begin van zijn muzikale carrière lid van de muziekgroep Avalon. Met deze boyband nam hij deel aan het Zweedse nationale songfestival.
Mohombi bracht in juli 2010 zijn eerste single uit, genaamd Bumpy Ride. Dit nummer behaalde de tweede plaats in de Nederlandse Single Top 100 en een eerste plek in de Nederlandse Top 40. De Zweeds-Marokkaanse muziekproducent RedOne zorgde voor de productie van "Bumpy Ride". Op de B-kant verscheen een remix van het nummer door DJ Chuckie.

## Biografie
In december 2022 kondigde Mohombi zijn kandidatuur aan voor de presidentsverkiezingen van 2023 als onafhankelijke kandidaat.

## Discografie

### Albums
| Album met hitnotering(en) in de Vlaamse Ultratop 200 albums | Datum van verschijnen | Datum van binnenkomst | Hoogste positie | Aantal weken | Opmerkingen |
| ----------------------------------------------------------- | --------------------- | --------------------- | --------------- | ------------ | ----------- |
| Movemeant                                                   | 25-02-2011            | 12-03-2011            | 69              | 7            |             |

### Singles
| Single met eventuele hitnotering(en) in de Nederlandse Top 40 | Datum van verschijnen | Datum van binnenkomst | Hoogste positie | Aantal weken | Opmerkingen                                                            |
| ------------------------------------------------------------- | --------------------- | --------------------- | --------------- | ------------ | ---------------------------------------------------------------------- |
| Bumpy ride                                                    | 19-07-2010            | 21-08-2010            | 1(1wk)          | 17           | Nr. 2 in de Single Top 100 / Alarmschijf                               |
| Dirty situation                                               | 2010                  | 04-12-2010            | tip9            | -            | met Akon / Nr. 67 in de Single Top 100                                 |
| In your head                                                  | 2012                  | 25-02-2012            | tip14           | -            |                                                                        |
| I need your love                                              | 2015                  | 29-08-2015            | 8               | 21           | met Shaggy, Faydee & Costi / Nr. 94 in de Single Top 100 / Alarmschijf |

| Single met hitnotering(en) in de Vlaamse Ultratop 50 | Datum van verschijnen | Datum van binnenkomst | Hoogste positie | Aantal weken | Opmerkingen            |
| ---------------------------------------------------- | --------------------- | --------------------- | --------------- | ------------ | ---------------------- |
| Bumpy ride                                           | 2010                  | 11-09-2010            | 7               | 16           |                        |
| Dirty situation                                      | 2010                  | 15-01-2011            | 16              | 9            | met Akon               |
| Coconut tree                                         | 04-04-2011            | 21-05-2011            | 13              | 15           | met Nicole Scherzinger |
| Suave(kiss me)                                       | 2011                  | 2011                  | -               | -            | met Nayer en Pitbull   |
| In your head                                         | 2011                  | 17-12-2011            | tip26           | -            |                        |

### Videoclips
| Jaar | Titel                                 | Album     | Regisseur |
| ---- | ------------------------------------- | --------- | --------- |
| 2010 | Bumpy ride                            | MoveMeant |           |
| 2010 | Dirty situation (met Akon)            | MoveMeant |           |
| 2010 | Miss me (met Nelly)                   | MoveMeant |           |
| 2011 | Coconut tree (met Nicole Scherzinger) | MoveMeant | Little X  |
| 2011 | Do me right                           |           |           |
| 2011 | Say Jambo                             |           |           |
| 2011 | Suave (Kiss me) (met Nayer & Pitbull) |           |           |
| 2011 | In your head                          |           |           |